# 索博利夫卡 (海辛區)
48°37′10″N 29°28′44″E / 48.61944°N 29.47889°E
索博利夫卡（烏克蘭語：Соболівка），是位於烏克蘭西南部的村莊，由文尼察州海辛區的索博利夫卡市鎮負責管轄，始建於1629年，面積8.53平方公里，海拔高度205米，2001年人口3,752。